# Darfur, Minnesota
Darfur là một thành phố thuộc quận Watonwan, tiểu bang Minnesota, Hoa Kỳ. Năm 2010, dân số của thành phố này là 108 người.

## Dân số
- Dân số năm 2000: 137 người.
- Dân số năm 2010: 108 người.